# 4.ª circunscripción senatorial de Chile
La 4.ª circunscripción senatorial de Chile es una de las dieciséis entidades electorales de este tipo que conforman la República de Chile. Su territorio comprende la totalidad de las comunas de la Región de Atacama, ubicada geográficamente en el norte grande chileno. Fue creada en 2015 por medio de la ley 20.840, a partir de la hasta entonces 3.ª circunscripción senatorial. Con una población que, según el censo del año 2017, alcanza los 286.168 habitantes, elige dos de los cincuenta senadores que integran el Senado de Chile.

## Representación
A febrero de 2022, la circunscripción senatorial 4 de Chile es representada por los siguientes senadores para el periodo 2018-2026:
| Periodo | Senadora | Senadora                                  | Senadora                    | Senador | Senador                                 | Senador             | Mandato                                       |
| Periodo | Nombre   | Nombre                                    | Partido                     | Nombre  | Nombre                                  | Partido             | Mandato                                       |
| ------- | -------- | ----------------------------------------- | --------------------------- | ------- | --------------------------------------- | ------------------- | --------------------------------------------- |
| LV      |          | Yasna Provoste Campillay (Vallenar, 1969) | Partido Demócrata Cristiano |         | Rafael Prohens Espinosa (Copiapó, 1955) | Renovación Nacional | 11 de marzo de 2018 - Actualmente en el cargo |

## Historia electoral

### Elecciones parlamentarias de 2017
| Pacto                               | Pacto                           | Candidato/a                 | Candidato/a                 | Partido                     | Votos                       | %                           | Resultado                   | Pacto                       | Pacto                       | Candidato/a                     | Candidato/a                 | Partido                     | Votos   | %       | Resultado |
| ----------------------------------- | ------------------------------- | --------------------------- | --------------------------- | --------------------------- | --------------------------- | --------------------------- | --------------------------- | --------------------------- | --------------------------- | ------------------------------- | --------------------------- | --------------------------- | ------- | ------- | --------- |
|                                     | G. Frente Amplio                |                             | Gloria Guzmán Rojas         | Poder                       | 4 175                       | 4.39                        |                             |                             | O. Convergencia Democrática |                                 | Yasna Provoste Campillay    | PDC                         | 32 598  | 34.25   | Senadora  |
|                                     | K. Coalición Regionalista Verde |                             | Jorge Vargas Guerra         | FREVS                       | 1 457                       | 1.53                        |                             |                             | O. Convergencia Democrática | Tomás Reinaldo Pastenes Cabezas | IND-MAS                     | 650                         | 0.68    |         |           |
|                                     | K. Coalición Regionalista Verde | Elizabeth Pérez Maturana    | FREVS                       | 940                         | 0.99                        |                             |                             | P. Chile Vamos              |                             | Felipe Ward Edwards             | UDI                         | 14 289                      | 15.01   |         |           |
|                                     | N. La Fuerza de la Mayoría      |                             | Lautaro Carmona Soto        | PCCh                        | 16 724                      | 17.57                       |                             | P. Chile Vamos              |                             | Rafael Prohens Espinosa         | RN                          | 17 604                      | 18.50   | Senador |           |
|                                     | N. La Fuerza de la Mayoría      | Carolina Peralta Aravena    | PPD                         | 1 299                       | 1.36                        |                             |                             |                             |                             |                                 |                             |                             |         |         |           |
|                                     | N. La Fuerza de la Mayoría      | Alberto Robles Pantoja      | PRSD                        | 5 442                       | 5.72                        |                             |                             |                             |                             |                                 |                             |                             |         |         |           |
| Votos válidamente emitidos          | Votos válidamente emitidos      | Votos válidamente emitidos  | Votos válidamente emitidos  | Votos válidamente emitidos  | Votos válidamente emitidos  | Votos válidamente emitidos  | Votos válidamente emitidos  | Votos válidamente emitidos  | Votos válidamente emitidos  | Votos válidamente emitidos      | Votos válidamente emitidos  | Votos válidamente emitidos  | 95 178  | 94.49   | 94.49     |
| Votos nulos                         | Votos nulos                     | Votos nulos                 | Votos nulos                 | Votos nulos                 | Votos nulos                 | Votos nulos                 | Votos nulos                 | Votos nulos                 | Votos nulos                 | Votos nulos                     | Votos nulos                 | Votos nulos                 | 2 603   | 2.58    | 2.58      |
| Votos en blanco                     | Votos en blanco                 | Votos en blanco             | Votos en blanco             | Votos en blanco             | Votos en blanco             | Votos en blanco             | Votos en blanco             | Votos en blanco             | Votos en blanco             | Votos en blanco                 | Votos en blanco             | Votos en blanco             | 2 942   | 2.92    | 2.92      |
| Total de sufragios emitidos         | Total de sufragios emitidos     | Total de sufragios emitidos | Total de sufragios emitidos | Total de sufragios emitidos | Total de sufragios emitidos | Total de sufragios emitidos | Total de sufragios emitidos | Total de sufragios emitidos | Total de sufragios emitidos | Total de sufragios emitidos     | Total de sufragios emitidos | Total de sufragios emitidos | 100 723 | 100.00  | 100.00    |
| Fuente: Servicio Electoral de Chile |                                 |                             |                             |                             |                             |                             |                             |                             |                             |                                 |                             |                             |         |         |           |